# حادثة مقتل شالهيفت باس
كانت حادثة مقتل شالهيفيت باس حدثا حدث في الخليل بالضفة الغربية في 26 آذار / مارس 2001، تم فيه إتهام قناص فلسطيني بقتل الرضيعة الإسرائيلية شالهيفت باس البالغة من العمر 10 أشهر. صدم الحدث الجمهور الإسرائيلي، ويرجع ذلك جزئيًا إلى أن تحقيقًا قرر أن القناص المتهم استهدف الطفلة بشكل متعمد. ووفقًا لديبورا سونتاج من صحيفة نيويورك تايمز، فإن الحادثة أصبحت "رمزًا إسرائيليًا "كضحية بريئة للعنف".

## الرواية الإسرائيلية
في الساعة 4:00 من مساء يوم 26 مارس / آذار 2001، أصيبت شالهيفيت برصاصة في عربة الأطفال الخاصة بها بينما كانت برفقة والديها في حي أفراهام أفينو في الخليل، حيث تعيش العائلة.
وبعد عشر دقائق من الهدوء استأنف القناص إطلاق النار من حي أبو سنينة على التل المقابل. قتلت شالهيفيت على الفور. أمسكتها والدتها عندما سمعت إطلاق النار، لتكتشف أن الطفلة قد ماتت بالفعل. اخترقت إحدى رصاصات القناص رأس الطفلة، ومرت بجمجمتها، وأصابت والدها أيضًا. أصيب والد شالهيفيت، يتسحاق باس الذي كان يدفع عربة، بجروح خطيرة بعد دقائق برصاصتين.
وأشارت روايات صحفية إلى أن ساحة اللعب كانت مزدحمًة للغاية في ذلك الوقت، بسبب وصول حمولة من الرمال الجديدة مؤخرًا. وبحسب روايات غير مؤكدة، أصيب طفل آخر برصاصة بينما إخترقت رصاصات ملابس طفلين أخريين.

## ما بعد الحادثة

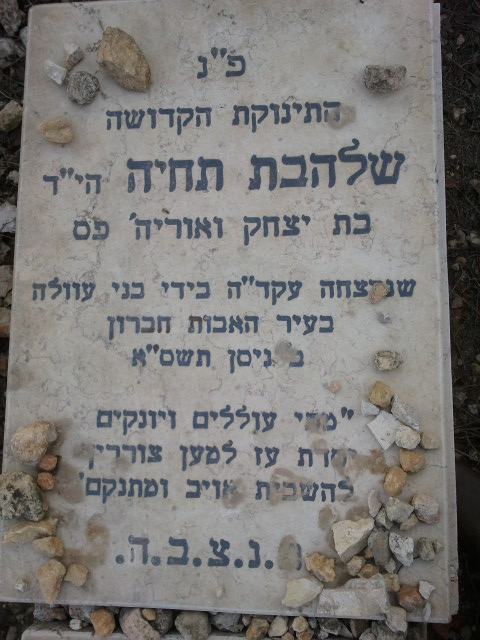
شاهد قبر لشالهيفت باس

أثارت الحادثة، التي وقعت خلال الانتفاضة الثانية، غضبًا صاخبًا في إسرائيل وخارجها. حزنت الأمة على وفاة الرضيعة.[بحاجة لمصدر]
وأدان رئيس الوزراء أرييل شارون الحادثة وأرسل تعازيه إلى أسرة الطفلة. كما ذكر شارون أنه يعتبر السلطة الفلسطينية مسؤولة عن الهجوم. وطالب اليهود الموجودون في الخليل الجيش الإسرائيلي بإحتلال حي أبو سنينة، وقالت أسرة الطفلة شالهيفت أنها لن تدفن إبنتها حتى يفعل الجيش هذا.

### القبض على المتهم ومحاكمته
اعتقلت السلطة الفلسطينية القناص في البداية لكنها أطلقت سراحه بعد فترة قصيرة. في 9 كانون الأول (ديسمبر) 2002، قام الشاباك بأسر القناص محمود عمرو الذي كان أيضا عضو في التنظيم في ديسمبر / كانون الأول 2004، أدانت محكمة عسكرية المتهم وحكمت عليه بثلاثة أحكام بالسجن مدى الحياة.

وتدعي الحكومة الإسرائيلية، أن القناص استهدف الطفلة عمدا. قال متحدث باسم رئيس الوزراء أرييل شارون:
«حقيقة أنهم يستطيعون مهاجمة الطفلة ثم الأب يجعل هذه جريمة قتل بشعة ومتعمدة وبدم بارد. القناصة ليسوا مجرد شباب مسلحين. . . . لو أراد عرفات لما كان القناص هناك.»
إعتبر القضاة أثناء إصدار الحكم أن الأمر كان صادم ووحشي:
«كان يكفي رصاصة واحدة، أطلقت من بندقية قنص، أن تنهي حياة الطفلة شالهيفت باس، التي كانت حتى ذلك الحدث غير معروفة لعامة الناس، وعاشت حياتها مثل جميع الأطفال الآخرين، حتى يوم واحد مثل جاء المساء أصيبت في رأسها، وماتت، وحكم على شالهيفيت التي كانت لا تزال صغيرة وفي طور الرضيع، بالإعدام من قبل قاتل حقير قام عن عمد باستخدام منظار تلسكوبي بضغط الزناد. صورة الطفل بالرصاص على طاولتنا، محفورة في أذهاننا ولا تعطي السلام لأرواحنا. لا يمكننا أن نفهم ولا نقبل السهولة التي لا تطاق التي قرر بها القاتل إيذاء شخص لا حول له ولا قوة. . . . نحن الحكام بشر فقط ولا يمكننا أن نرى أي شيء آخر غير الصورة التي تظهر في حواسنا، صورة مليئة بالكراهية والدم. يجب ألا نقبل هذه الصورة وعلينا أن نفعل كل ما في وسعنا لإدانتها.»
يتسحاق باس، والد الطفلة، انضم لاحقًا إلى جماعة إرهابية يهودية خططت لتفجير مدرسة فلسطينية للفتيات في القدس الشرقية. تم القبض عليه في نهاية المطاف وإدانته لحيازته 10 أرطال من المتفجرات، وبالتالي قضى عقوبة بالسجن لمدة عامين.

### رد فعل وسائل الإعلام
نشرت وكالة أسوشيتيد برس القصة بعنوان «طفلة يهودية تموت في الضفة الغربية»، وانتقد جوشوا ليفي في كتابه «عذاب الأرض الموعودة» الوكالة لما إعتبره التقليل من أهمية قتل الطفلة.
وذكرت إذاعة صوت فلسطين، الإذاعة الرسمية للسلطة الفلسطينية، أن نبأ مقتل الفتاة بالرصاص كان كذبة، وأن والدة الفتاة قتلت طفلتها.

## في الثقافة الشعبية
اهدت أغنية لذكرى «بيبي شالهيفت» غناها ابراهام فرايد في حفل موسيقي في الخليل. الأغنية كتبها شقيق فرايد الحاخام مانيس فريدمان.